# La sposa fedele
La sposa fedele è un'opera in due atti di Giovanni Pacini, su libretto di Gaetano Rossi. La prima rappresentazione ebbe luogo al Teatro San Benedetto di Venezia il 14 gennaio 1819.

## Trama
La scena è in Provenza e al castello, nelle vicinanze di Blangy
Guidati dal rustico capocaccia Michelone, fervono i preparativi per il compleanno di Teodora, amata moglie di Erardo, signore di Blangy. Introdottosi di nascosto nel castello di Erardo vi è però anche il padre di lei, Roberto di Foix, che apprende con gioia che la figlia ancora è tormentata dai rimorsi di aver abbandonato il genitore; notizia non gradita a Erardo è invece quella dell'arrivo a corte di Arrigo, Conte di Provenza. Infatti Teodora originariamente era destinata sposa di Arrigo, ma Erardo, mandato come messo a prelevarla, se ne era innamorato e l'aveva portata con sé. Dunque quando il Conte giunge a corte Teodora viene scambiata di posto con Brigida, sua sorella (causando la confusione del povero Michelone, suo novello sposo), mentre la vera moglie viene spedita in campagna in guisa di contadina. Durante la caccia, però, Arrigo si imbatte nella fanciulla, e pur non riconoscendola se ne innamora follemente e decide di sposarla sul momento. Iniziando però a sospettare qualcosa, Arrigo decide di cercare di indurre Erardo a parlare della villanella in questione, che però viene messo in guardia da Michelone; intanto Roberto riesce a penetrare nelle stanze di Teodora e ha un duro confronto con la figlia, la quale giura fieramente di amare Erardo e supplica il padre di spegnere il suo odio, tuttavia fallendo, dato che durante l'abboccamento notturno sbuca all'improvviso il vecchio e palesa davanti al Conte e tutti la contadina come sua figlia. La situazione volge dunque al peggio, e come ultima spiaggia il Conte cerca di indurre Erardo a cedergli la donna; al fiero rifiuto di questi, decide di condannarlo a morte. Ma l'apparizione improvvisa di Teodora in lacrime, che suscita pietà nel Conte, risolve la cosa positivamente, e Arrigo magnanimamente cede definitivamente Teodora e Erardo nel giubilo generale.

## Struttura musicale
- Sinfonia

### Atto I
- N. 1 - Introduzione A momenti spunta il sole (Brigida, Coro, Michelone, Erardo)
- N. 2 - Cavatina Come sembravami (Teodora)
- N. 3 - Terzetto Che intesi? ei viene? Oh Cielo! (Erardo, Teodora, Brigida)
- N. 4 - Aria Il Savojardo (Michelone)
- N. 5 - Duetto Ella dunque si rammenta? (Roberto, Michelone)
- N. 6 - Coro La città non ha diletti
- N. 7 - Finale I Guarda il cervo!... Corri... A noi... (Coro, Michelone, Roberto, Arrigo, Brigida, Erardo, Teodora, Riccardo)

### Atto II
- N. 8 - Introduzione La Provenza non ha cacciatori (Coro, Michelone)
- N. 9 - Aria Caro oggetto d'un affetto (Erardo, Coro)
- N. 10 - Duetto Ciel! fa ch'io possa credere (Roberto, Teodora)
- N. 11 - Sestetto Sono un padre sventurato (Roberto, Arrigo, Erardo, Teodora, Michelone, Brigida)
- N. 12 - Aria Finale Deh! Vi parli in questo istante (Teodora, [Erardo, Michelone, Roberto, Brigida, Riccardo], Coro, [Arrigo])